# Ligne Saikyō
La ligne Saikyō (埼京線, Saikyō-sen) est une ligne ferroviaire du réseau JR East au Japon. Elle relie la gare d'Ōmiya dans la préfecture de Saitama à celle d'Ōsaki dans la préfecture de Tokyo. La ligne tire son nom des 2 préfectures traversées.

## Histoire
La ligne Saikyō est entrée en service le 30 septembre 1985 entre Ikebukuro et Ōmiya, réutilisant l'ancienne ligne Akabane entre Ikebukuro et Akabane, puis une section nouvellement construite entre Akabane et Ōmiya.
Le 3 mars 1986, la ligne fut prolongée au sud à Shinjuku en utilisant les voies fret de la ligne Yamanote. La ligne Saikyō fut ensuite prolongée à Ebisu en mars 1996 puis à Ōsaki en décembre 2002.

## Caractéristiques

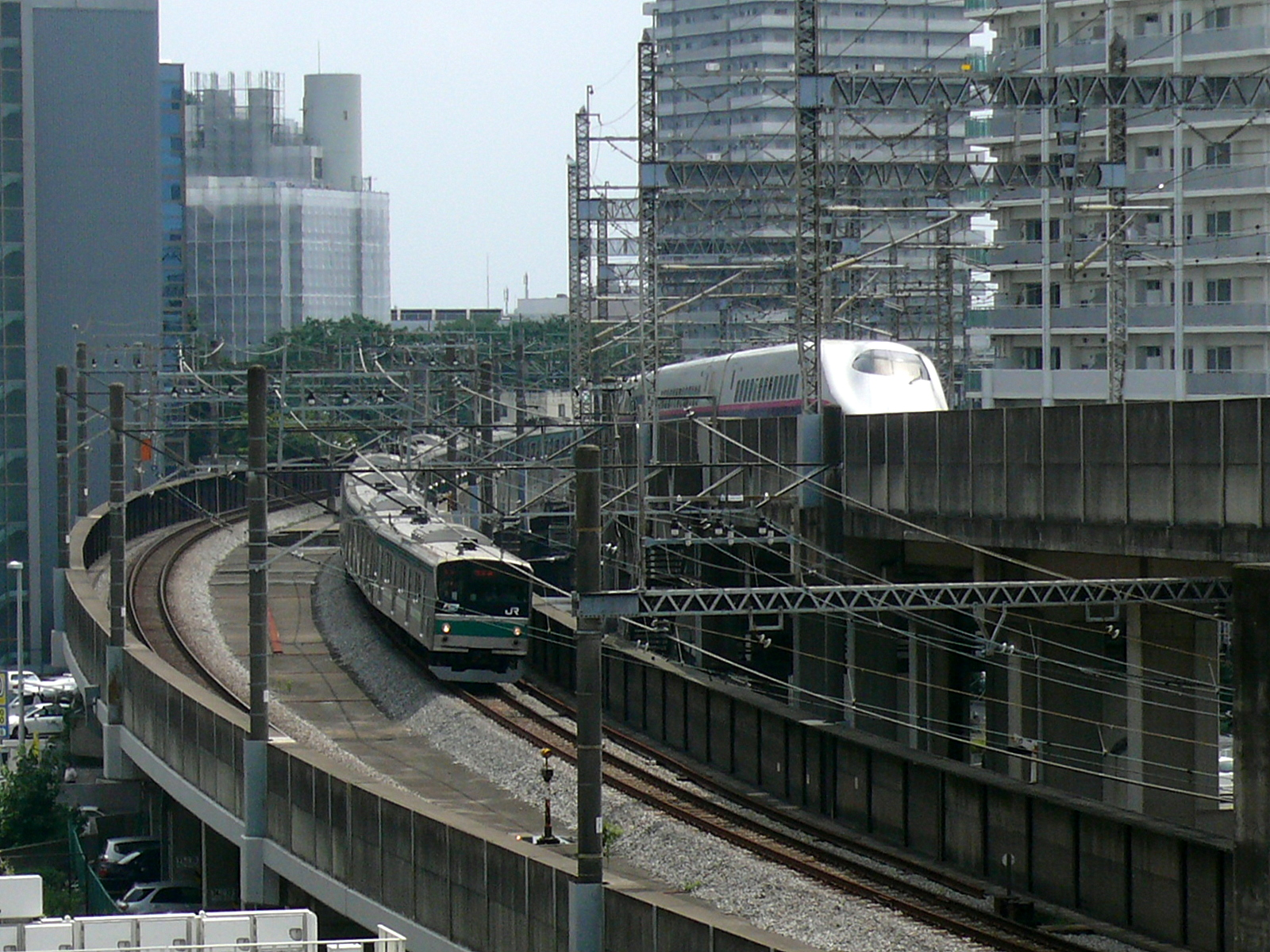
La ligne Saikyō (à gauche) longe la ligne Shinkansen Tōhoku (à droite) d'Ōmiya à Akabane

### Tracé
D'Ōmiya à Akabane, la ligne longe la ligne Shinkansen Tōhoku avant de bifurquer vers Ikebukuro. D'Ikebukuro à Ōsaki, la ligne est parallèle à la ligne Yamanote.

### Services et interconnexions
À Ōmiya, certains trains continuent jusqu'à Kawagoe sur la ligne Kawagoe.
À Ōsaki, la plupart des trains empruntent la ligne Rinkai jusqu'à Shin-Kiba.
Depuis le 30 novembre 2019, la ligne est interconnectée avec le réseau Sōtetsu grâce à l'ouverture de la ligne Sōtetsu Shin-Yokohama entre la ligne principale Sōtetsu et la ligne Tōkaidō fret. L'interconnexion se fait via la ligne Shōnan-Shinjuku.

### Liste des gares
La ligne Saikyō comprend 19 gares numérotées de JA-08 à JA-26.

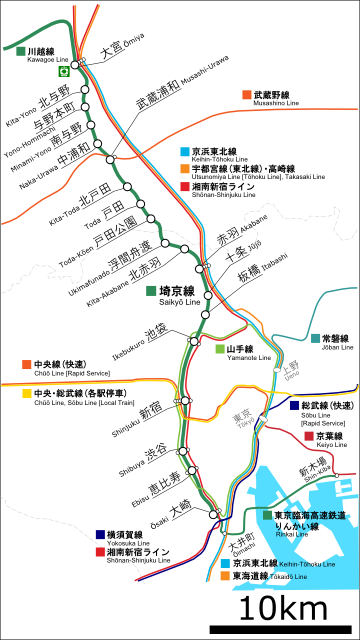
Les gares de la ligne Saikyō

| Numéro  | Gare          | Nom japonais | Distance depuis Ōsaki (km) | Correspondances | Ville     | Préfecture |
| ------- | ------------- | ------------ | -------------------------- | --- | --------- | ---------- |
| OSKJA08 | Ōsaki         | 大崎         | 0                          | JR East : JS Shōnan-Shinjuku (interconnexion), JY Yamanote TWR : Rinkai (interconnexion) | Shinagawa | Tokyo      |
| EBSJA09 | Ebisu         | 恵比寿       | 3,6                        | JR East : Shōnan-Shinjuku, Yamanote Tokyo Metro : H Hibiya | Shibuya   | Tokyo      |
| SBYJA10 | Shibuya       | 渋谷         | 5,2                        | JR East : JS Shōnan-Shinjuku, JY Yamanote Keiō : Inokashira Tokyo Metro : G Ginza, F Fukutoshin, Z Hanzōmon Tōkyū : Den-en-toshi, Tōyoko                                                       | Shibuya   | Tokyo      |
| SJKJA11 | Shinjuku      | 新宿         | 8,6                        | JR East : JC Chūō, JB Chūō-Sōbu, JS Shōnan-Shinjuku, JY Yamanote Keiō : Keiō, Nouvelle Keiō Odakyū : Odawara Tokyo Metro : M Marunouchi Toei : E Ōedo, S Shinjuku                              | Shinjuku  | Tokyo      |
| IKBJA12 | Ikebukuro     | 池袋         | 13,4                       | JR East : JS Shōnan-Shinjuku, JY Yamanote Seibu : Ikebukuro Tōbu : Tōjō Tokyo Metro : F Fukutoshin, M Marunouchi, Y Yūrakuchō                                                                  | Toshima   | Tokyo      |
| JA13    | Itabashi      | 板橋         | 15,2                       | Toei : I Mita (à Shin-Itabashi) Tōbu : Tōjō (à Shimo-Itabashi) | Itabashi  | Tokyo      |
| JA14    | Jūjō          | 十条         | 16,9                       | | Kita      | Tokyo      |
| ABNJA15 | Akabane       | 赤羽         | 18,9                       | JR East : JK Keihin-Tōhoku, JS Shōnan-Shinjuku, Takasaki, JU Utsunomiya | Kita      | Tokyo      |
| JA16    | Kita-Akabane  | 北赤羽       | 20,4                       | | Kita      | Tokyo      |
| JA17    | Ukima-Funado  | 浮間舟渡     | 22,0                       | | Kita      | Tokyo      |
| JA18    | Toda-Kōen     | 戸田公園     | 24,4                       | | Toda      | Saitama    |
| JA19    | Toda          | 戸田         | 25,7                       | | Toda      | Saitama    |
| JA20    | Kita-Toda     | 北戸田       | 27,1                       | | Toda      | Saitama    |
| JA21    | Musashi-Urawa | 武蔵浦和     | 29,5                       | JR East : JM Musashino | Saitama   | Saitama    |
| JA22    | Naka-Urawa    | 中浦和       | 30,7                       | | Saitama   | Saitama    |
| JA23    | Minami-Yono   | 南与野       | 32,4                       | | Saitama   | Saitama    |
| JA24    | Yonohommachi  | 与野本町     | 34,0                       | | Saitama   | Saitama    |
| JA25    | Kita-Yono     | 北与野       | 35,1                       | | Saitama   | Saitama    |
| OMYJA26 | Ōmiya         | 大宮         | 36,1                       | JR East Shinkansen : Akita, Jōetsu, Hokuriku, Tōhoku, Yamagata JR East : Kawagoe (interconnexion), JK Keihin-Tōhoku, JS Shōnan-Shinjuku, Takasaki, JU Utsunomiya Tōbu : Urban Park New Shuttle | Saitama   | Saitama    |

## Matériel roulant

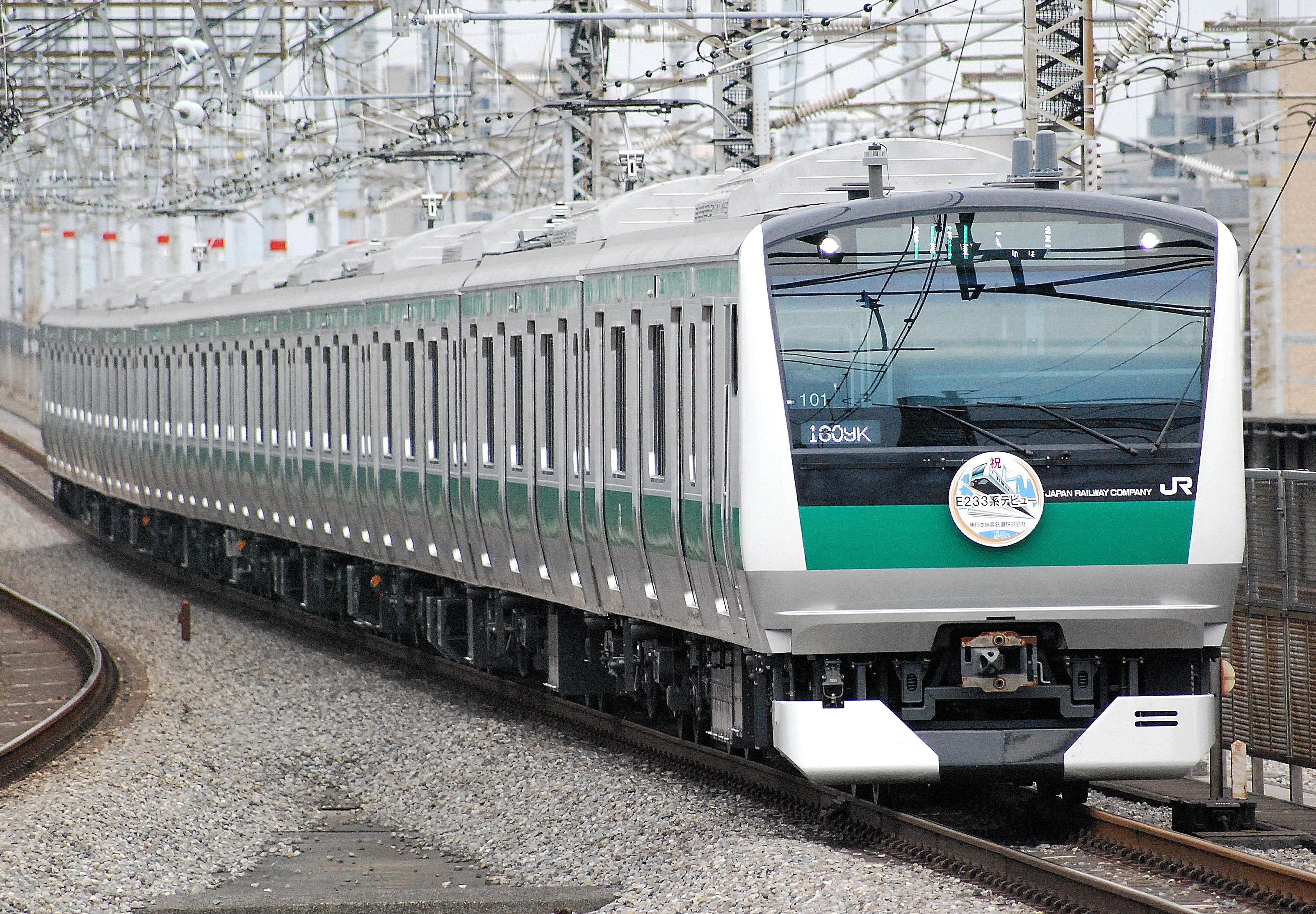
JR East série E233
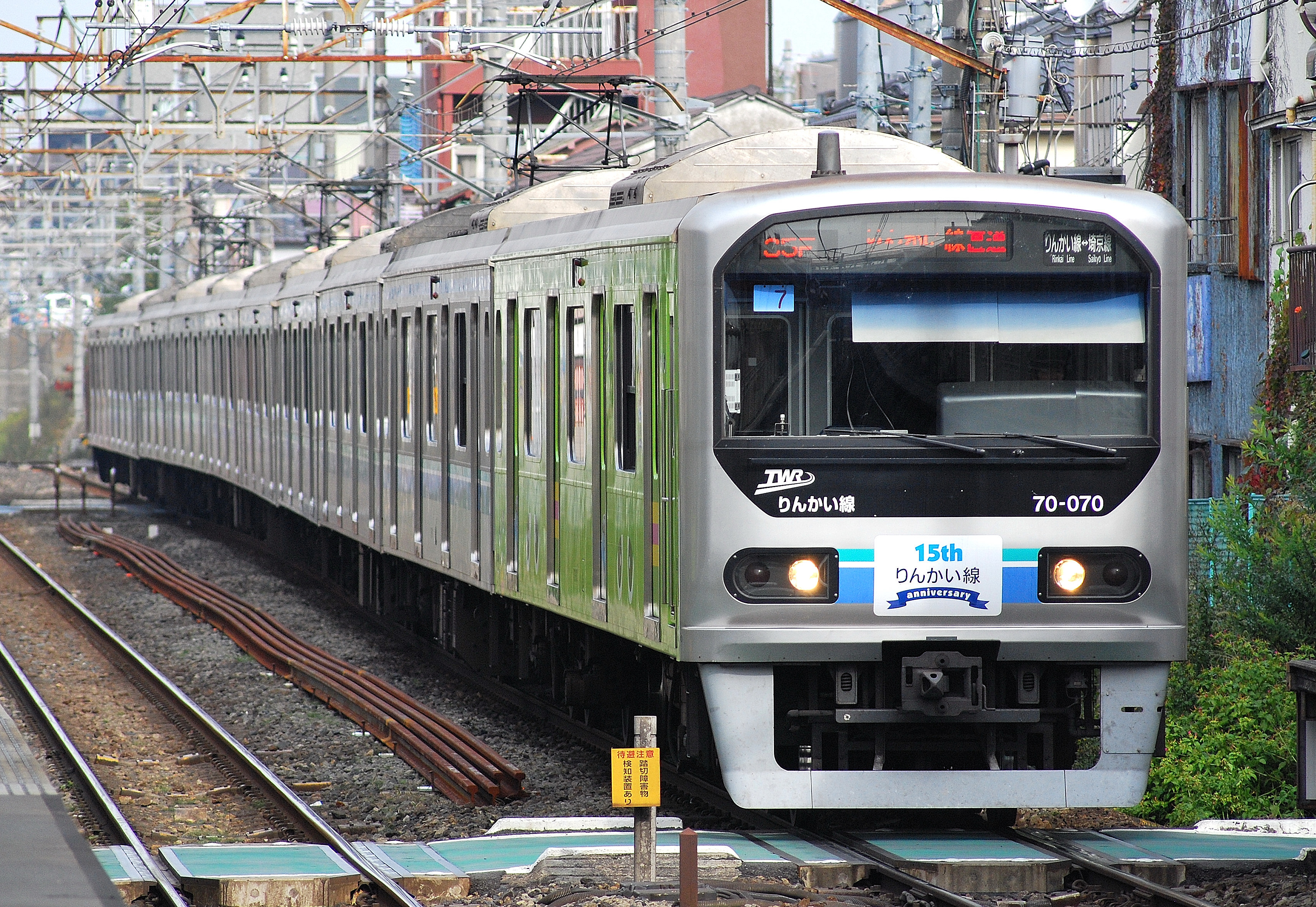
TWR Série 70-000
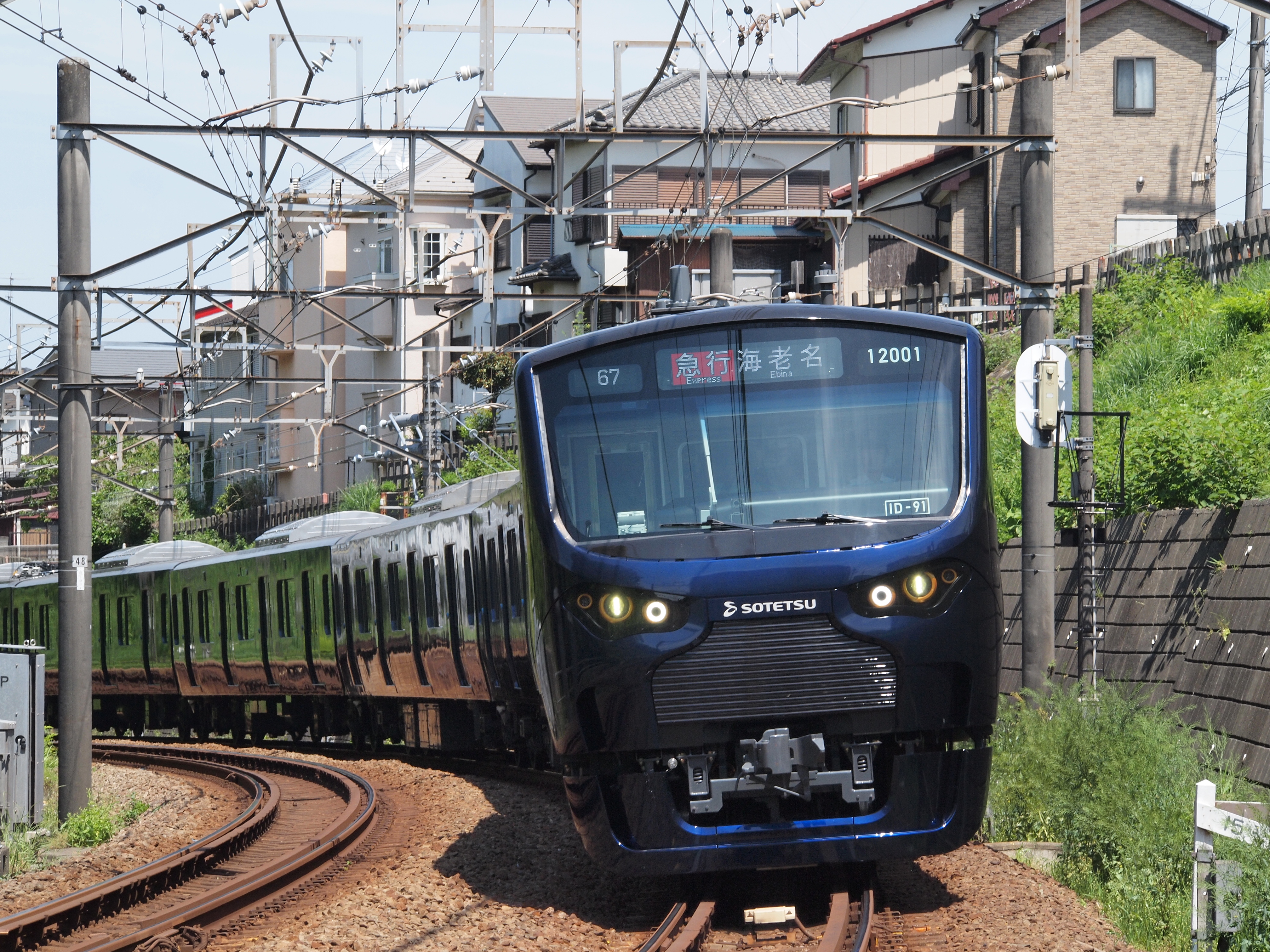
Sotetsu série 12000